# Challenger de Orléans 2021
El torneo Open d'Orléans 2021 fue un torneo de tenis perteneciente al ATP Challenger Tour 2021 en la categoría Challenger 125. Se trató de la 16.ª edición, el torneo tuvo lugar en la ciudad de Orléans (Francia), desde el 27 de septiembre hasta el 3 de octubre de 2021 sobre pista dura bajo techo.

## Jugadores participantes del cuadro de individuales
| Favorito | País                       | Jugador               | Rank1 | Posición en el torneo |
| -------- | -------------------------- | --------------------- | ----- | --------------------- |
| 1        | Bandera de Francia         | Ugo Humbert           | 26    | Primera ronda         |
| 2        | Bandera de Francia         | Benjamin Bonzi        | 61    | Segunda ronda         |
| 3        | Bandera de Francia         | Arthur Rinderknech    | 74    | Segunda ronda         |
| 4        | Bandera de Francia         | Richard Gasquet       | 81    | Cuartos de final      |
| 5        | Bandera de República Checa | Jiří Veselý           | 88    | Semifinales           |
| 6        | Bandera de Francia         | Corentin Moutet       | 91    | Semifinales           |
| 7        | Bandera de Francia         | Gilles Simon          | 99    | Primera ronda         |
| 8        | Bandera de Francia         | Pierre-Hugues Herbert | 100   | Segunda ronda         |

- 1 Se ha tomado en cuenta el ranking del 20 de septiembre de 2021.

### Otros participantes
Los siguientes jugadores recibieron una invitación (wild card), por lo tanto ingresan directamente al cuadro principal (WC):
- Ugo Humbert
- Harold Mayot
- Corentin Moutet

Los siguientes jugadores ingresan al cuadro principal tras disputar el cuadro clasificatorio (Q):
- Kyrian Jacquet
- Evgeny Karlovskiy
- Brayden Schnur
- Matteo Viola

## Campeones

### Individual Masculino
- Henri Laaksonen derrotó en la final a  Dennis Novak, 6–1, 2–6, 6–2

### Dobles Masculino
- Pierre-Hugues Herbert /  Albano Olivetti derrotaron en la final a  Antoine Hoang /  Kyrian Jacquet, 6–2, 2–6, [11–9]